# Димитър Гимиджийски
Димитър Николов Гимиджийски е български адвокат, белетрист, драматург и преводач.

## Биография
Получава основно образование в Троян. През 1911 г. завършва Габровската гимназия.
През 1912 г. е назначен за учител в махала Калчевска, Троянско. През ноември същата година е мобилизиран. Участва в Междусъюзническата и Първата световна война. С прекъсвания следва право в Софийския университет.
Дипломира се през 1919 г. и в периода 1920 – 1948 г. е адвокат в родния си град, където развива широка обществена дейност. Председател на читалището в Троян (1924 – 1944). Инициатор за създаване на Водния синдикат и негов пръв председател. Под негово ръководство Водният синдикат за три години изгражда водноелектрическа централа на р. Черни Осъм, което дава възможност за електрификация на Троян. За кратко е кмет на Троян след деветнадесетомайския преврат.
В началото на 1948 г. е изпратен от комунистическата власт за няколко месеца в трудовоизправителен лагер и 8 месеца е държан под домашен арест.

## Литературна дейност
Сътрудничи на литературния печат – списанията „Българан“, „Възраждане“, „Златорог“, „Изкуство и критика“.
За пръв път печата през 1914 г. През 1925 г. издава първата си книга – „Афоризми и парадокси“. От белетристичните му произведения по-значителен е романът „Жълтия албатрос“ (1931), в който разкрива безсмислието на войната.
През 30-те години на ХХ век Гимиджийски се посвещава на драматургията и пише пиесите „Бойка“, „Мъртви брод“ и „Бунтовници“. „Бойка“ е неговото най-известно произведение – претърпява две издания, играе се в различни провинциални и столични театри, а през 1947 г. е екранизирана от кинофирмата „Балкан филм“ на Димитър Минков. Драматичният конфликт в тази пиеса е построен върху сблъсъка на старото (привързаността към земята и частната собственост) с новото – освободената от предразсъдъци младежка любов.
Съвместно с Ламар прави преводи на произведения от руската класическа литература.
През 1949 г. създава мемоарния труд „Поглед към три войни“, издаден посмъртно едва след половин век.

### Литературни произведения
- Афоризми и парадокси, 1925
- Жълтият албатрос. Роман, 1931
- Бойка. Пиеса, 1934, 1937
- Мъртви брод. Пиеса, 1935
- Бунтовници. Пиеса, 1937
- Поглед към три войни. Мемоари, 2005
- Разкази. Троян: АЛЯ, 2005. Съст. Власко Шишков. ISBN 978-954-8465-88-5. [Включва речник на редки и диалектни думи и географски показалец.]

### Преводи
- М. Ю. Лермонтов, „Мцири“, „Беглец“ и „Хаджи Абрак“. АД „Хемус“, София, 1921
- М. Ю. Лермонтов, Сихотворения. Изд. „Аврора“, София, 1926
- А. С. Пушкин, „Кавказки пленник“ и „Бахчисарайски фонтан“. Книгоиздателство „Хемус“, София, 1920
- Г. Линков, „Война в тила на врага“. Изд. „Народна култура“, София, 1954